# James Michael Collins
James Michael Collins (* 23. srpna 1983 Newport, Wales, Spojené království) je bývalý velšský fotbalový obránce.

## Klubová kariéra
- Cardiff City FC (mládež)
- Cardiff City FC 2000–2005
- West Ham United FC 2005–2009
- Aston Villa FC 2009–2012
- West Ham United FC 2012–

Collins nastupoval v seniorské kopané za kluby Cardiff City FC (velšský klub působící v anglických fotbalových soutěžích), Aston Villa FC, West Ham United FC (oba Anglie).

## Reprezentační kariéra
James Collins nastupoval za velšské mládežnické reprezentace U19 a U21.
Svůj debut za velšské reprezentační A-mužstvo absolvoval 27. 5. 2004 v přátelském utkání v Oslu proti reprezentaci Norska (remíza 0:0). Se svým týmem slavil v říjnu 2015 po úspěšné kvalifikaci postup na EURO 2016 ve Francii (byl to premiérový postup Walesu na evropský šampionát). V závěrečné 23členné nominaci na šampionát nechyběl.